# Taixu
Taixu (Tai Hsu) (Chinês tradicional: 太虛; Chinês simplificado: 太虚; pinyin: Tàixū; Wade-Giles: T'ai Hsü), (8 de janeiro de 1890 – 17 de março de 1947) foi um pensador budista modernista que defendeu a reforma e a renovação do budismo chinês .

## Biografia

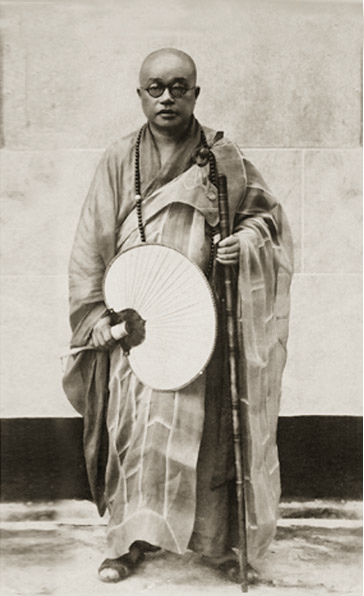
Taixu vestindo suas vestes tradicionais

Taixu nasceu em Hǎiníng (海寧), na província de Zhejiang. Seu nome leigo era Lǚ Pèilín (呂沛林). Seus pais morreram quando ele ainda era jovem e ele foi criado pelos avós. Aos 16 anos, ele foi ordenado na escola Linji do budismo chan no Templo Xiao Jiǔhuá (小 九華 寺) em Suzhou. Pouco depois de ser ordenado, ele recebeu o nome de Taixu, que significa Grande Vazio. Em 1909, ele viajou para Nanking para ingressar na Sutra Carving Society, estabelecida lá pelo budista leigo Yang Renshan .

Como resultado de ser exposto aos escritos políticos de Kang Youwei, Liang Qichao, Tan Sitong e Zhang Taiyan, Taixu voltou sua mente para a reforma do budismo. Em 1911, enquanto estava em Guangzhou, fez contato com os revolucionários que planejavam derrubar a dinastia Qing e participou de algumas atividades revolucionárias secretas. Mais tarde, Taixu descreveria a formação de seu pensamento político durante esse período em sua Autobiografia (自傳 zìzhuàn):
"Meu pensamento social e político foi baseado na 'Sra. Constituição', a Revolução Republicana, o Socialismo e o Anarquismo. Ao ler obras como "O Estabelecimento da Religião", "As Cinco Negativas" e "A Evolução" de Zhang Taiyan, passei a ver o Anarquismo e o Budismo como companheiros próximos e como uma possível evolução do Socialismo Democrático."
Após o estabelecimento da nova República da China, Taixu fundou a Associação para o Avanço do Budismo (佛教 協 進 會 / 佛教 协 进 会 fójiào xiéjìn hùi), que durou pouco tempo devido à oposição dos budistas conservadores. Incapaz de convencer a comunidade budista de suas ideias e chocado com a eclosão da Primeira Guerra Mundial e os seus impactos na China, Taixu entrou em reclusão (閉關 / 闭关 bìguān ) em Putuoshan por três anos a partir de outubro de 1914.
Até sua morte, Taixu trabalhou para o renascimento do budismo na China, embora devido à turbulência econômica e política que a China experimentou por causa de guerras e revoluções, poucos de seus projetos foram bem-sucedidos. Ele morreu em 12 de março de 1947 no Templo do Buda de Jade (玉 佛寺 yùfó sì) em Xangai. Um de seus discípulos influentes foi Dongchu 東 初 (1907–1977).

## Modernismo Budista
Além de ter sido um ativista revolucionário para os chineses, Taixu era um budista modernista. Ele adaptou a doutrina para que ela pudesse propagar o budismo por todo o mundo. Um de seus grandes planos foi reorganizar a sangha. Seu plano era reduzir o número de monges na ordem monástica e, de acordo com o professor de história da religião Don A. Pittman, em 1930 Taixu tinha reduzido os números "para incluir apenas vinte mil monásticos; cinco mil alunos, doze mil monásticos bodhisattva e três mil anciãos. Dos doze mil monásticos bodhisattvas, cinco mil deveriam divulgar o Dharma por meio da pregação e do ensino públicos, três mil servindo como administradores em instituições educacionais budistas, mil e quinhentos engajados em obras de caridade e assistência budistas, mil e quinhentos servindo como instrutores no sistema educacional monástico, e mil participando de vários assuntos culturais."
Esta reorganização da sangha foi uma tentativa de revitalizar o Budismo, um passo importante para trazer uma Terra Pura neste mundo. O Budismo Terra Pura era amplamente praticado na China durante sua época. A mentalidade modernista de Taixu o levou a propagar a ideia de uma Terra Pura não como uma terra da cosmologia budista, mas como algo possível de ser criado aqui e agora neste mundo. Pittman escreveu que:
"Suas opiniões sobre a construção desse ideal estavam longe daquelas da corrente principal da sangha contemporânea. Em vez de se concentrar nas glórias de terras puras distantes, que eram acessíveis através da confiança no mérito espiritual e no poder de outros grandes bodhisattvas e budas, Taixu visualizou este mundo terreno transformado em uma terra pura pela dedicação e trabalho árduo sacrificial de milhares de bodhisattvas que estavam cientes do que seus testemunhos combinados poderiam significar."
Como muitos budistas modernistas, Taixu estava interessado em usar táticas como a tradução cultural (um método de explicar o budismo para que os não-budistas possam compreender melhor a complexidade da tradição). Por exemplo, em seu ensaio "A ciência e o budismo", Taixu fez uma tradução do ensinamento do Buda de que dentro de cada gota d'água existem 84 mil micróbios, um ensinamento budista que basicamente afirma que em nosso mundo existem muitos mais mundos. Ele passa a explicar como, quando alguém olha dentro de um microscópio, pode ver esses minúsculos micróbios e que cada um deles tem vida própria.
Em seus escritos, ele conectou a teoria científica de que há um espaço infinito no universo aos Sutras budistas que afirmam que "o espaço é infinito e o número de mundos é infinito, pois todos estão em contraposição mútua como uma rede de contas inumeráveis". No entanto, Taixu não acreditava que a ciência fosse tudo. Na verdade, ele viu que de forma alguma era possível alcançar a iluminação por meio da ciência, embora ela seja capaz de explicar muitos dos mistérios do universo. "O conhecimento científico pode provar e postular a doutrina budista, mas não pode determinar as realidades da doutrina budista", escreveu. Ele entendeu que o budismo era científico, mas mesmo assim uma ciência extraordinária. Como outros modernistas budistas, Taixu condenou a superstição. Segundo ele, as duas superstições mais profundamente enraizadas eram a "Superstição de Deus" e a "Superstição da Realidade". Ambas caminham juntas no que diz respeito a explicar por que, de acordo com Taixu, o budismo é o único caminho para a verdadeira iluminação. A "Superstição de Deus" pode ser entendida como a forma como a ciência nunca será capaz de explicar a existência do sobrenatural. Além disso, a ciência também só é capaz de explicar os aspectos materialistas do mundo, o que leva à segunda superstição, a "Superstição da Realidade". A "Superstição da Realidade" é basicamente o materialismo, mas no sentido daquilo que a ciência é capaz de explicar. Essas duas superstições essencialmente cegam a ciência e a capacidade das pessoas de ver as verdades que somente o budismo pode revelar. 

## Contato com o cristianismo
As reformas da sangha de Taixu foram influenciadas, em parte, pelo cristianismo. Enquanto estava na Europa, Taixu viu o sucesso de organizações de caridade cristãs e esperava trazer esse estilo de organização para sua proposta de budismo reformado. Ele implementou esses métodos em organizações como a Bodhi Society e a Right Faith Society, organizações leigas dedicadas a fornecer caridade aos doentes, pobres e desafortunados.
No entanto, ele era crítico da filosofia cristã, acreditando que ela era incompatível com a ciência moderna; e também que ela falhou em prevenir as depressões econômicas na Europa e ambas as Guerras Mundiais. Os críticos ocidentais, por sua vez, atacaram-no, afirmando que ele era ingênuo e mal informado sobre a filosofia cristã, chamando sua obra Palestras sobre o budismo de "uma conversa errante, incoerente e amadora".

## Pensamentos e escritos
Em uma obra, Taixu discute a importância do diálogo inter-religioso. Ele se dá conta dos problemas que existem na China e, por meio de uma conversa com um arcebispo francês, pôde compreender a importância do diálogo. Taixu escreveu que:
"Todas as religiões devem ser regulamentadas para que se ajustem à situação na China. Não deve haver rejeição aberta ao catolicismo."
Esta citação mostra que Taixu acreditava que não havia razão para negar os ensinamentos de outra religião, uma vez que diferentes religiões, com cooperação e sem preconceitos, teriam a capacidade de trabalhar juntas e aprender umas com as outras. Taixu chegou a incorporar algumas ideias cristãs, como métodos de treinamento pastoral e pregação no estilo de avivamento, em suas próprias práticas budistas.

Além de adotar alguns métodos cristãos, um tópico mais controverso que Taixu tratou abertamente foi aquele da existência de Deus. Quando Taixu entrou em três anos de auto-confinamento após uma tentativa fracassada de reforma, ele refletiu sobre o assunto:
"Quem é deus? Ele é feito de matéria ou não? Se Ele existe apenas no coração, então sua existência é lendária, semelhante a coisas inexistentes como "cabelo de tartaruga" e "chifre de lebre". Portanto, não devemos acreditar que Deus criou todas as coisas no mundo. Como Ele criou o Universo? Se o Pai Celestial faz parte do universo, não é razoável que Ele tenha criado o mundo. Eu questiono a existência de Deus. Mostre-me a evidência do nascimento de Deus. O que Ele era antes do Seu nascimento? Ele existe porque possui uma natureza inerente? Não é racional afirmar que todas as coisas existem antes de Seu nascimento. Se houver um nascimento ou um começo, deve haver um fim. Não é razoável dizer que Ele é todo-poderoso. Se, com conhecimento, Deus criou o homem e todas as coisas de acordo com Sua vontade, então Ele criou o homem cegamente ou ignorantemente? Como Ele poderia criar coisas pecaminosas, crimes, ignorância e até blasfemadores? Isso não seria razoável. Se Ele fizesse todas essas coisas, não seria razoável que Deus mandasse pessoas para o exílio, para fazê-las sofrer, em vez de permitir que ficassem no Paraíso. Como Deus poderia criar homens que não O respeitam? 
Taixu questiona a existência de Deus porque racionalmente,olhando para a situação do mundo, não há evidência de um deus. Ele parece ligar este argumento às conexões entre o budismo e a ciência, e como a superstição cria um obstáculo no caminho para a iluminação.
No artigo “Ciência e Budismo”, Taixu oferece muitos pensamentos interessantes e originais sobre ciência e superstição. O principal argumento de Taixu no artigo é de que todas as superstições do mundo, como "A superstição de Deus ou a restrição do ego" e "a superstição da realidade" impedem o avanço da descoberta científica por causa da incapacidade das pessoas supersticiosas de ver além de suas crenças. Taixu escreve que:
"A ciência, portanto, nunca pode ser o principal suporte do budismo, embora possa atuar como um auxiliar valioso e muito se possa esperar da união dos dois métodos de investigação."
Com base em seus escritos, os seguidores de Taixu podem compreender que ele acredita que a ciência é um recurso valioso, mas por causa da fé inabalável das pessoas nas superstições, ela nunca será um bem de sucesso para o budismo. Ele parece argumentar que a ciência é um meio para a iluminação, mas nunca permitirá que alguém chegue lá. Nas palavras de Taixu, "os métodos científicos podem apenas corroborar a doutrina budista, eles nunca podem avançar além dela."
Don Pittman escreveu um livro intitulado Rumo a um Budismo Chinês Moderno, no qual analisa os esforços reformistas de Taixu. Um de seus esforços foi a tentativa de trazer o Budismo da Terra Pura para a realidade.
"Se hoje, com base no bom conhecimento de nossas mentes, pudermos produzir pensamentos puros e trabalhar duro para realizar boas ações, quão difícil pode ser transformar uma China impura em uma China terra pura? Todas as pessoas têm essa força mental e, uma vez que já têm a faculdade de criar uma terra pura, todos podem fazer a promessa gloriosa de transformar este mundo em uma terra pura e trabalhar duro para alcançá-la."
Esta foi uma das maiores ideias reformistas de Taixu. Ele acreditava que a única maneira de acabar com o sofrimento neste mundo era trazendo a Terra Pura até ele. Ele tentou fazer isso através de muitos meios, incluindo a reorganização da sangha. Infelizmente, para Taixu, suas tentativas de propagação global do dharma falharam. A maioria de suas instituições, criadas para ajudar a trazer essas melhorias foram destruídas por muitos atores diferentes, incluindo os comunistas.